# Bävertjärnen (Los socken, Hälsingland, 684987-143650)
Bävertjärnen är en sjö i Ljusdals kommun i Hälsingland och ingår i Ljusnans huvudavrinningsområde.